# Běhej Poděbrady
Běhej Poděbrady je český sportovní klub se zaměřením na běh a orientační běh, který sídlí v Poděbradech ve Středočeském kraji.

## Historie klubu
Spolek byl založen v roce 2015 jako iniciativa tří zakládajících členů, s cílem sdružit poděbradské běžce do jedné organizace. K menší skupince se během prvního roku existence připojilo kolem 40 nových členů. V roce 2016 se stal klub členem Českého svazu orientačních sportů a začal se účastnit organizovaných soutěží a závodů v orientačních sportech. Koncem roku 2016 bylo rozhodnuto o zahájení práce s mládeží a systematickou výchovou dětí k pohybu.

## Tréninky
Klub zajišťuje pro své členy 3 tréninkové jednotky týdně. Dva běžecké tréninky, jsou doplněny jedním mapovým tréninkem. Ten je realizován v různých oblastech v dojezdové vzdálenosti od Poděbrad. Přes zimu jsou mapové tréninky přesunuty do tělocvičny.

## Organizované závody

### Pohár základních škol v OB
Pohár škol v orientačním běhu je jednodenní soutěž žáků poděbradských základních škol a nižších gymnázií, které se účastní žáci 6-9. tříd ZŠ Václava Havla, ZŠ T.G.M., EKO Gymnázia Poděbrady a Gymnázia Jiřího z Poděbrad. Organizátoři připraví tratě pro všech 300-400 účastníků a vyhodnotí umístění škol v jednotlivých kategorií. Za každé umístění jednotlivého závodníka škole bodové ohodnocení a součet bodů určí pořadí škol. Vítězná škola na následující rok získává pohár a titul šampiona v orientačním běhu.
Historické výsledky soutěže:
| Pilotní ročníky "OB do škol" | Pilotní ročníky "OB do škol" | Pilotní ročníky "OB do škol"        | Pilotní ročníky "OB do škol"        | Pilotní ročníky "OB do škol"   | Pilotní ročníky "OB do škol" |
| Rok                          | Účastník                     | Účastník                            | Účastník                            | Účastník                       | Počet závodníků              |
| ---------------------------- | ---------------------------- | ----------------------------------- | ----------------------------------- | ------------------------------ | ---------------------------- |
| 2016                         | ZŠ Václava Havla             | ZŠ Václava Havla                    | ZŠ Václava Havla                    | ZŠ Václava Havla               | 184                          |
| 2017                         | ZŠ Václava Havla             | ZŠ Václava Havla                    | ZŠ Václava Havla                    | ZŠ Václava Havla               | 301                          |
| Pohár základních škol v OB   |                              |                                     |                                     |                                |                              |
| Rok                          | Vítěz                        | 2. místo                            | 3. místo                            | 4. místo                       | Počet závodníků              |
| 2018                         | ZŠ Václava Havla (17 b.)     | ZŠ T.G. Masaryka (13 b.)            | Gymnázium Jiřího z Poděbrad (11 b.) | EKO Gymnázium Poděbrady (7 b.) | 368                          |
| 2019                         | ZŠ T.G. Masaryka (18 b.)     | Gymnázium Jiřího z Poděbrad (14 b.) | ZŠ Václava Havla (13 b.)            | EKO Gymnázium Poděbrady (3 b.) | 588                          |

### Vánoční orienťák
Klub pravidelně jednou za rok v předvánočním týdnu pořádá v centru Poděbrad orientační závod pro širokou veřejnost, kde si každý může zkusit orientační běh i bez předchozích zkušeností. Závod je zahájen po setmění a proto se jedná o noční formu orientačního běhu. Nejmladší závodníci mohou zvolit trať, která je vyznačena svíčkami.
Závodníci jsou vysíláni na trať jednotlivě v intervalech cca 1-2 minut a výsledné pořadí je vyhodnoceno díky čipové technologii.

## Klubové úspěchy
Členové klubu se účastní i rogainingových soutěží, v nichž v roce 2021 získali titul mistra ČR Jaroslav Plachý a Petr Vojtík.

## Klubové informace
- počet členů: 91 (2021)
- asociace: Český svaz orientačních sportů
- klubové barvy: zelená, oranžová